# Giải thưởng Phim truyền hình KBS năm 2015
Lễ trao giải KBS Drama Awards 2015 (tiếng Hàn: KBS 연기대상; RR: KBS Yeon-gi Daesang), do Korean Broadcasting System (KBS) tổ chức, đã diễn ra vào ngày 31 tháng 12 năm 2015 tại Yeouido, Seoul. Buổi lễ được chủ trì bởi Jun Hyun-moo, Park Bo-gum và Kim So-hyun.

## Người chiến thắng và đề cử
(Người/tác phẩm giành chiến thắng được in đậm)
| Grand Prize (Daesang) | PD Award |
| --- | --- |
| - Kim Soo-hyun – Hậu trường giải trí - Go Doo-shim – The Virtual Bride, All About My Mom | - Kim Hye-ja – Unkind Ladies |
| Top Excellence Award, Actor | Top Excellence Award, Actress |
| - So Ji-sub – Nữ thần của tôi - Jang Hyuk – The Merchant: Gaekju 2015 - Jung Jae-young – Assembly - Kim Sang-joong – The Jingbirok: A Memoir of Imjin War - Kim Soo-hyun – Hậu trường giải trí | - Chae Shi-ra – Unkind Ladies - Go Doo-shim – All About My Mom - Gong Hyo-jin – The Producers - Kim Hye-ja – Unkind Ladies - Shin Min-ah – Nữ thần của tôi |
| Excellence Award, Actor in a Miniseries | Excellence Award, Actress in a Miniseries |
| - Cha Tae-hyun – Hậu trường giải trí - Joo Sang-wook – Masked Prosecutor - Kim Soo-hyun – Hậu trường giải trí - Seo In-guk – Xin chào Quái vật - So Ji-sub – Nữ thần của tôi | - Shin Min-ah – Nữ thần của tôi - Bae Jong-ok – Spy - Gong Hyo-jin – Hậu trường giải trí - IU – Hậu trường giải trí - Jang Na-ra – Xin chào Quái vật |
| Excellence Award, Actor in a Mid-length Drama | Excellence Award, Actress in a Mid-length Drama |
| - Jang Hyuk – The Merchant: Gaekju 2015 - Ji Jin-hee – Blood - Jung Jae-young – Assembly - Park Hyuk-kwon – Unkind Ladies - Yu Oh-seong – The Merchant: Gaekju 2015 | - Kim Min-jung – The Merchant: Gaekju 2015 - Chae Shi-ra – Unkind Ladies - Han Chae-ah – The Merchant: Gaekju 2015 - Kim Hye-ja – Unkind Ladies - Song Yun-ah – Assembly |
| Excellence Award, Actor in a Serial Drama | Excellence Award, Actress in a Serial Drama |
| - Kim Kap-soo – All About My Mom - Kim Tae-woo – The Jingbirok: A Memoir of Imjin War - Kim Sang-joong – The Jingbirok: A Memoir of Imjin War - Lee Sang-woo – All About My Mom - Lee Joon-hyuk – House of Bluebird                                                                                  | - Eugene – All About My Mom - Choi Myung-gil – House of Bluebird - Go Doo-shim – All About My Mom - Kyung Soo-jin – House of Bluebird |
| Excellence Award, Actor in a Daily Drama | Excellence Award, Actress in a Daily Drama |
| - Im Ho – The Stars Are Shining - Kwak Si-yang – All Is Well - Ahn Nae-sang – Love on a Rooftop - Jae Hee – Save the Family - Kim Min-soo – In Still Green Days - Sung Hyuk – You Are the Only One                                                                                                   | - Han Chae-ah – You Are the Only One - Kang Byul – Save the Family - Choi Yoon-young – All Is Well - Im Se-mi – Love on a Rooftop - Ko Won-hee – The Stars Are Shining - Song Ha-yoon – In Still Green Days |
| Excellence Award, Actor in a One-Act/Special/Short Drama | Excellence Award, Actress in a One-Act/Special/Short Drama |
| - Bong Tae-gyu – Drama Special – Trains Don't Stop at Noryangjin Station - Kim Dae-myung – Drama Special – "Red Moon" - Kim Yeong-cheol – Drama Special – "The Wind Blows to the Hope" - Lee Joon – Drama Special – "What Is The Ghost Doing" - Yu Oh-seong – Drama Special – "The Brothers' Summer" | - Kim Young-ok – Snowy Road - Lee Ha-na – Drama Special – "Fake Family" - Cho Soo-hyang – Snowy Road, Drama Special – "What Is The Ghost Doing" - Choi Myung-gil – Drama Special – "Contract Man" - Moon Ji-in – Drama Special – "Funny Woman"                                                                  |
| Best Supporting Actor | Best Supporting Actress |
| - Kim Kyu-chul – The Jingbirok: A Memoir of Imjin War, The Merchant: Gaekju 2015 - Park Bo-gum – Xin chào Quái vật - Choi Il-hwa – Save the Family - Jang Hyun-sung – Assembly - Kim Ji-seok – Unkind Ladies, Cheer Up! - Kim Min-kyo – You Are the Only One - Oh Min-suk – All About My Mom         | - Kim Seo-hyung – Assembly - Uhm Hyun-kyung – House of Bluebird, All Is Well - Jo Eun-sook – Love on a Rooftop, The Stars Are Shining - Kim Hye-eun – The Jingbirok: A Memoir of Imjin War, Unkind Ladies - Lee Mi-do – Unkind Ladies, Cheer Up! - Seo Yi-sook – Unkind Ladies - Son Yeo-eun – All About My Mom |
| Best New Actor | Best New Actress |
| - Yeo Jin-goo – Orange Marmalade - Choi Tae-joon – All About My Mom - Lee Won-keun – Cheer Up! - Nam Joo-hyuk – Who Are You: School 2015 - Song Jae-rim – Unkind Ladies - Yook Sung-jae – Who Are You: School 2015                                                                                   | - Chae Soo-bin – Cheer Up!, House of Bluebird - Kim So-hyun – Who Are You: School 2015 - Cho Soo-hyang – Who Are You: School 2015 - Jo Bo-ah- All About My Mom - Kim Seol-hyun – Orange Marmalade - Jo Yun-seo – Love on a Rooftop                                                                              |
| Best Young Actor | Best Young Actress |
| - Choi Kwon-soo – Drama Special – "The Brothers' Summer" - Chae Sang-woo – Unkind Ladies - Gil Jung-woo – All About My Mom - Jo Hyun-do – The Merchant: Gaekju 2015 - Seo Young-joo – Snowy Road | - Kim Hyang-gi – Snowy Road - Jang Seo-hee – The Stars Are Shining - Kim Ji-min – Assembly - Kim Sae-ron – Snowy Road - Kim Yoo-bin – The Stars Are Shining |
| Netizen Award, Actor | Netizen Award, Actress |
| - Kim Soo-hyun – Hậu trường giải trí | - Kim So-hyun – Who Are You: School 2015 |
| Popularity Award, Actor | Popularity Award, Actress |
| - Park Bo-gum – Xin chào Quái vật - Nam Joo-hyuk – Who Are You: School 2015 | - Kim Seol-hyun – Orange Marmalade - Jo Bo-ah- All About My Mom |
| Best Couple Award | Best Writer |
| - Jang Hyuk và Han Chae-ah – The Merchant: Gaekju 2015 - Kim Soo-hyun và Gong Hyo-jin và Cha Tae-hyun – Hậu trường giải trí - So Ji-sub và Shin Min-ah – Nữ thần của tôi - Yook Sung-jae và Kim So-hyun – Who Are You: School 2015                                                                   | - Kim In-young – Unkind Ladies |

## Trao giải
| Thứ Tự | Khác Mời                    | Hạng Mục                       |
| ------ | --------------------------- | ------------------------------ |
| 1      | Kwak Dong-yeon, Hong Hwa-ri | Best Young Actor/Actress       |
| 2      | Cho Dal-hwan, Kim So-hyun   | Best Short Drama Actor/Actress |
| 3      | Shin Sung-rok               | Best Supporting Actor/Actress  |
| 4      | Kim Min-soo, Lee Jae-joon   | Popularity Award               |
| 5      | Seo In-guk, Kim Seul-gi     | Best New Actor/Actress         |
| 6      | Sam Okyere, Kan Mi-youn     | Netizen Award                  |
| 7      | Hong Chang-uk, Kim Ji-seok  | PD Award                       |